# هجوم صاروخي 2018 كردستان العراق
الهجوم الصاروخي على مقرّ الحزب الديمقراطي الكردستاني كان هجوما صاروخيا في 8 سبتمبر 2018 حيث استهدفت القوة الجوفضائية لحرس الثورة الإسلامية مقر الحزب الديمقراطي الكردستاني في كوي سنجق، كردستان العراق بواسطة 7 صواريخ قصير المدى أرض-أرض من نوع فاتح 110. وفقاً لوسائل إعلام محلية كردية، إن القصف أسفر عن مقتل بعض القياديين والكوادر و البيشمركة في الحزب الديمقراطي الكردستاني والحزب الديمقراطي الكردستاني الإيراني.

## بيان حرس الثورة الإسلامية
في 9 سبتمبر 2018 أصدر بيانا أكّد خلاله أنها استهدفت مقرّ حركة معارضة كردية إيرانية والتي تتخذ من اقليم كردستان العراق مقرًّا لها بسبعة صواريخ. وأفاد بيان على الموقع الرسمي لحرس الثورة أن «الرد الصاروخي من قبل حرس الثورة الإسلامية على الزمرة الإرهابية جاء إثر الأعمال الشريرة التي صدرت من قبل هذه الزمرة الإرهابية ارتكبوها في الأشهر الأخيرة والتي تنطلق أنشطتها الإرهابية من إقليم كردستان العراق وتستهدف المناطق الحدودية للجمهورية الإسلامية الإيرانية.» وأضاف أنّ «هذه الأعمال التخريبية أدت إلى استهداف الأمن والهدوء لدى الشعب الإيراني في محافظات أذربيجان الغربية وكردستان وكرمنشاه». وأكد البيان، أنه تم توجيه تحذيرات جدية سابقا، إلى المسؤولين في كردستان العراق حول «نشاطات عناصر الجماعات المسلحة وعزم إيران على إزالة قواعدهم وضرورة إنهاء الأعمال الشريرة والإرهابية.» وسبق أن دارت مواجهات بين الحزب الديمقراطي الكردستاني الإيراني وحرس الثورة في بلدات مريوان وكامياران في المناطق الكردية في إيران.

## إصابات
وفقاً للحزب الديمقراطي الكردستاني، قتل 15 من أعضاء قيادة الحزب وكوادره والبيشمركة بسبب الهجوم وأصيب 40 آخرون. بما في ذلك الامين العام مصطفى مولودي، والأمين العام السابق خالد عزيزي وغيرهم من أعضاء المكتب السياسي في الحزب والذين هم بين المصابين. كان إبراهيم إبراهيمي (زوه‌اي) ورحمان بيروتي ونسرين حداد وهاشم عزيزي وعثمان عثماني وسُهيلا قادري من بين أعضاء اللجنة المركزية للحزب الديمقراطي الكردستاني الذين قتلوا في الهجوم. كما قُتل عدد آخر من أعضاء الحزب أثناء الهجوم هم شيركو رسول زاده، جمال أكبري، منصور مهابادي وفاروق حسين. وفقا للمتحدث باسم الحزب، بسبب اختفاء عدد من أعضاء الحزب، يمكن أن يكون عدد القتلى أكثر من 15 شخصا.